# Фицуолтер, Уолтер, 5-й барон Фицуолтер
Уолтер Фицуолтер (англ. Walter FitzWalter; 5 сентября 1368 — 16 мая 1406, Венеция) — английский аристократ, 5-й барон Фицуолтер с 1386 года. Сын Уолтера Фицуолтера, 4-го барона Фицуолтера, и Элеаноры Дагуорт. После смерти отца унаследовал семейные владения (главным образом в Эссексе) и баронский титул. Был женат на Джоан Деверё, дочери Джона Деверё, 1-го барона Деверё, и Маргарет де Вер. В этом браке родились Хамфри (1398—1415) и Уолтер (1400—1431), 6-й и 7-й бароны Фицуолтер соответственно.
Баронесса Джоан после смерти мужа вышла замуж во второй раз — за Хью Бёрнелла, 2-го барона Бёрнелла.